# Ментув
Ментув (пол. Mętów) — село в Польщі, у гміні Ґлуськ Люблінського повіту Люблінського воєводства.
Населення — 1337 осіб (2011).

## Демографія
Демографічна структура станом на 31 березня 2011 року:
|          | Загалом | Допрацездатний вік | Працездатний вік | Постпрацездатний вік |
| -------- | ------- | ------------------ | ---------------- | -------------------- |
| Чоловіки | 670     | 170                | 448              | 52                   |
| Жінки    | 667     | 152                | 392              | 123                  |
| Разом    | 1337    | 322                | 840              | 175                  |